# Браунсдейл (Флорида)
Браунсдейл (англ. Brownsdale) — переписна місцевість (CDP) в США, в окрузі Санта-Роза штату Флорида. Населення — 528 осіб (2020).

## Географія
Браунсдейл розташований за координатами 30°53′39″ пн. ш. 87°12′54″ зх. д. / 30.89417° пн. ш. 87.21500° зх. д. (30.894151, -87.215020).  За даними Бюро перепису населення США в 2010 році переписна місцевість мала площу 23,03 км², з яких 22,53 км² — суходіл та 0,50 км² — водойми.

## Демографія
Згідно з переписом 2010 року, у переписній місцевості мешкала 471 особа в 173 домогосподарствах у складі 140 родин. Густота населення становила 20 осіб/км².  Було 201 помешкання (9/км²).
Расовий склад населення:
| - 97,0 % — білих - 1,5 % — корінних американців - 0,2 % — чорних або афроамериканців |

До двох чи більше рас належало 1,1 %. Частка іспаномовних становила 1,9 % від усіх жителів.
За віковим діапазоном населення розподілялося таким чином: 25,5 % — особи молодші 18 років, 59,9 % — особи у віці 18—64 років, 14,6 % — особи у віці 65 років та старші. Медіана віку мешканця становила 39,6 року. На 100 осіб жіночої статі у переписній місцевості припадало 100,4 чоловіків;  на 100 жінок у віці від 18 років та старших — 95,0 чоловіків також старших 18 років.
Середній дохід на одне домашнє господарство  становив 71 503 долари США (медіана — 62 813), а середній дохід на одну сім'ю — 68 769 доларів (медіана — 56 875). Медіана доходів становила 51 161 долар для чоловіків та 78 684 долари для жінок. За межею бідності перебувало 10,8 % осіб, у тому числі 0,0 % дітей у віці до 18 років та 0,0 % осіб у віці 65 років та старших.
Цивільне працевлаштоване населення становило 169 осіб. Основні галузі зайнятості: освіта, охорона здоров'я та соціальна допомога — 37,3 %, будівництво — 17,2 %, виробництво — 13,0 %, роздрібна торгівля — 11,2 %.